# Osmoxylon oliveri
Osmoxylon oliveri är en araliaväxtart som beskrevs av Francis Raymond Fosberg och Marie-Hélène Sachet. Osmoxylon oliveri ingår i släktet Osmoxylon och familjen Araliaceae. Inga underarter finns listade.